# Lâle
Lâle (произносится Ляле́, в переводе с крымскотатарского — Тюльпан) — первый крымскотатарский детский телеканал Крыма. Создан на базе детской редакции телеканала ATR по причине того, что детского вещания на ATR было мало.
Цель телеканала — всестороннее развитие зрителя, формирование духовных ценностей, зарождение интереса к изучению языка, истории и культуре разных народов, проживающих в Крыму.
В связи с отказом Роскомнадзора предоставить холдингу ATR разрешение на вещание телеканал приостановил вещание 1 апреля 2015 года, вместе с ним прекратили работу телеканал ATR, радиостанции «Мейдан ФМ» и «Лидер», входящие в этот холдинг. 17 июня 2015, спустя 2,5 месяца, телеканал возобновил спутниковое вещание.

Дополнено: телеканал временно не ведёт спутниковое вещание через проблемы с финансированием.

## Программы
- Татлы сес
- Кунеш нурлары
- Кино алеми
- Ислям генчлерге
- Балчокъракъ
- Не бар не екъ
- Ач олдым